# Jarkovci
Jarkovci (Јарковци) település Szerbiában, a Vajdaságban, a Szerémségi körzetben, Ingyia községben.

## Demográfiai változások
| 1948 | 1953 | 1961 | 1971 | 1981 | 1991 | 2002 |
| ---- | ---- | ---- | ---- | ---- | ---- | ---- |
| 404  | 554  | 456  | 364  | 364  | 318  | 604  |